# Horloge circadienne
 (novembre 2024).
Les informations dans cet article sont mal organisées, redondantes, ou il existe des sections bien trop longues. Structurez-le ou soumettez des propositions en page de discussion.
Avec le temps, il arrive que le contenu présent dans un article devienne désordonné. Il est souvent nécessaire de réorganiser l'article de fond en comble.
- Il faut tout d’abord répartir le contenu de l'article en plusieurs sections. Les informations doivent ensuite être exposées clairement et le plus synthétiquement possible, regroupées par sujet afin d'éviter les doublons. Quelqu'un cherchant une information précise doit pouvoir la trouver rapidement en lisant la section appropriée.
- À l'intérieur de chaque section, le texte, souvent initialement sous la forme de phrases éparses, doit être regroupé dans des paragraphes de quelques lignes, en assurant un enchaînement logique et une cohérence entre les phrases.
- Lorsque l'article ou l'une de ses sections développe trop longuement un point qui n'est pas dans le cœur du sujet traité, il convient de faire une synthèse et de transférer l'ancien contenu dans des articles plus appropriés (en cas de transfert, il faut impérativement respecter la procédure Aide:Scission).

Si vous pensez que ces points ont été résolus, vous pouvez retirer ce bandeau et améliorer le plan d'un autre article.
Pour les articles homonymes, voir Horloge (homonymie).
En biologie, une horloge circadienne est un mécanisme de régulation de processus quotidiens, les rythmes circadiens, présents chez de nombreux organismes vivants dont les cyanobactéries, les plantes, les champignons et les animaux. Elle définit un temps subjectif.
Les rythmes circadiens — « de période proche d’un jour », du latin circa, environ, et diem, jour — sont décrits pour la première fois en 1729 par le mathématicien et astronome français Jean-Jacques Dortous de Mairan. Celui qui marque le plus les vies quotidiennes des êtres humains est le rythme veille-sommeil. Un autre rythme facile à mesurer est celui de la température corporelle, qui passe par un maximum en fin de journée, et un minimum en milieu de nuit (avec une différence un peu inférieure à 1 °C chez la plupart des individus).
On sait depuis les années 1950 que ces rythmes reflètent l’existence d’horloges biologiques internes, les horloges circadiennes. Les organismes dotés de ces horloges les plus étudiés par les chronobiologistes sont la plante modèle Arabidopsis thaliana (ou arabette des dames), la mouche du vinaigre (Drosophila melanogaster), les rongeurs (souris, rats, hamsters) et l’humain.
Le tempo des horloges circadiennes est indépendant de la température, et caractéristique de l’espèce considérée (pour l'homme, une valeur généralement acceptée est de 24,18 h ± 0,04 h, ce qui donne une idée de sa précision). Elles sont toutefois sensibles à l'environnement, qui assure leur remise à l’heure solaire d’un jour sur l’autre (notamment par les variations nycthémérales de lumière et de température). Ainsi, l’alternance jour-nuit synchronise ou « entraîne » les horloges circadiennes, et confère à l’organisme une périodicité de 24 heures précisément, bien que la période propre de son horloge soit un peu différente. Les horloges reçoivent donc des « signaux entrants » (appelés Zeitgebers, mot allemand signifiant littéralement « donneurs de temps ») qui contrôlent leur fonctionnement.
En aval des horloges, à l'inverse, se trouvent leurs « sorties » : les processus biologiques dont elles contrôlent la périodicité et l’ordonnancement temporel, jusqu’au niveau comportemental. Les mécanismes de ce contrôle sont relativement mal connus. L’étude des horloges circadiennes conduit ainsi à une question centrale pour les neurosciences, celle du lien entre fonctionnement neuronal et comportement. Cette étude a également de nombreuses retombées potentielles pour la santé humaine.
La capacité à mesurer le temps semble avoir une triple fonction. D’une part, l’organisme peut mettre en route tel ou tel processus physiologique (nutrition, photosynthèse, éclosion...) un peu à l'avance, pour l’activer pleinement au moment le plus favorable, plutôt que d’avoir à attendre un signal extérieur déclenchant : il vaut évidemment mieux anticiper que réagir après coup. D’autre part, une horloge centrale permet de synchroniser des horloges secondaires (ou périphériques) qui lui sont couplées. Le mode de couplage de chaque horloge détermine son déphasage par rapport à l’horloge centrale. Celle-ci sert ainsi de chef d'orchestre, assurant un ordre temporel entre des processus physiologiques variés, sans forcément chercher de simultanéité avec un phénomène extérieur. Enfin, l’horloge joue un rôle crucial dans les phénomènes saisonniers (reproduction, diapause et hibernation, notamment). Ils sont presque toujours contrôlés par la durée d’éclairement journalier, ou photopériode, que l’organisme mesure grâce à son horloge circadienne.

## « Dessine-moi une horloge... »[pertinence contestée]
L'existence des horloges circadiennes paraît aujourd'hui aller de soi. Il suffit d'avoir ressenti le jet-lag, les symptômes du décalage horaire qui accompagnent un vol transméridien, pour savoir que l'organisme peut se comporter comme une montre, rappelant implacablement l'heure locale du point de départ. Pour se mettre à l'heure locale de la destination, il lui faudra plusieurs jours (en moyenne deux par heure de décalage), pendant lesquels l'individu souffre de troubles plus ou moins marqués du sommeil et de la digestion, notamment. 
La notion même d'horloge circadienne endogène n'a pourtant émergé que dans les années 1950. En 1970, certains biologistes contestaient encore la capacité des organismes à mesurer le temps d'une manière autonome. L'année suivante voyait la découverte de l'horloge centrale des mammifères et celle du premier gène d'horloge (chez la drosophile), ce qui trancha définitivement le débat. Jusqu'alors, il faut bien le reconnaître, l'horloge n'était guère plus qu'un concept. Son existence expliquait certes beaucoup d'observations – non seulement les rythmes circadiens, mais aussi l'orientation sur le soleil de certains oiseaux migrateurs ou de la danse des abeilles, ou la reproduction saisonnière chez les animaux comme chez les végétaux. Mais personne ne pouvait imaginer à quoi elle ressemblait, ni comment elle fonctionnait...

## Système circadien chez les mammifères
De nombreux laboratoires travaillent sur l'horloge circadienne des mammifères, principalement les rongeurs tels que souris et hamster, ainsi que sur l'humain. Du point de vue anatomique et physiologique, c'est donc le système circadien le mieux connu à l'heure actuelle. Soulignons toutefois l'intérêt d'étudier d'autres espèces de mammifères (même si elles sont moins faciles à élever ou manipuler), ne serait-ce que pour ne pas se limiter à des espèces nocturnes.

### Horloge centrale (maître) dans le cerveau
Elle est située dans les noyaux suprachiasmatiques (NSC), une petite zone de l'hypothalamus qui chevauche le point de croisement des nerfs visuels gauche et droit, ou chiasma optique (suprachiasmatique, « au-dessus du chiasma »). Chez l'Homme, chacun des deux noyaux, gauche et droit, comprend environ 10 000 neurones.
L'ablation de ces noyaux rend les animaux (rats ou hamsters) arythmiques, tant dans leur comportement (alternance veille-sommeil) que dans la production de différentes hormones (mélatonine ou cortisol) ou dans leur température corporelle, toutes caractéristiques qui présentent normalement des rythmes circadiens. En leur greffant de nouveaux NSC, prélevés sur des embryons de la même espèce, on peut restaurer la plupart de ces rythmes. Chez le hamster, l'existence d'un mutant d'horloge (baptisé tau) a permis d'utiliser des animaux donneurs ayant une période propre d'environ 20h, plutôt que 24h chez les receveurs, avant qu'ils n'aient subi l'ablation de leurs propres NSC. Après la greffe, les receveurs acquièrent la période des donneurs. On a donc bien transplanté l'horloge qui détermine la durée des cycles circadiens. 
Les NSC utilisent des signaux variés pour imposer leur rythmicité aux différents processus physiologiques qu'ils contrôlent. L'identification de ces signaux constitue un domaine de recherche très actif. Certains sont probablement des « facteurs humoraux », libérés localement et qui diffusent ensuite jusqu'à leurs cibles à travers l'organisme. En effet, des NSC greffés de manière à leur interdire toute connexion nerveuse avec le cerveau receveur, tout en laissant diffuser les petites molécules qu'ils produisent, restaurent un rythme de comportement (alternance veille-sommeil) normal aux animaux receveurs. 
Toutefois la production de mélatonine et celle de cortisol restent alors arythmiques. Leur contrôle par les NSC passe par des connexions nerveuses. L'une des voies les mieux connues relie les NSC à la glande pinéale (ou épiphyse), pour y contrôler la production de mélatonine. 
Trois relais successifs sont mis en jeu, dont le dernier est un ganglion situé au niveau de la nuque (le ganglion cervical supérieur) qui appartient au système nerveux sympathique. Certains de ses neurones contactent la glande pinéale, où ils libèrent un neurotransmetteur, la noradrénaline. En se fixant sur des récepteurs spécifiques, à la surface des cellules pinéales, la noradrénaline déclenche une cascade de signaux à l’intérieur de ces cellules. Elle aboutit, in fine, à y moduler la production de mélatonine, d'une part selon les indications de l'horloge centrale (la production n'a lieu que pendant la nuit « subjective »), d'autre part selon les conditions d'éclairement (elle est rapidement et complètement inhibée par la lumière), ce qui vaut à la mélatonine le sobriquet d'« hormone de la nuit ».

### Gènes de l'horloge
L'horloge, au niveau moléculaire, semble impliquer d'une manière générale deux types de mécanismes : transcriptionnels (régulation de la transcription des gènes, au niveau de l'ADN, c'est-à-dire de leur copie sous forme d'ARN messager) et post-transcriptionnels (régulation des étapes situées en aval de la transcription). Ils sont étonnamment conservés entre les mammifères et les insectes. 

#### Mécanismes transcriptionnels
On peut résumer ces mécanismes par une boucle de rétroaction négative. Elle repose sur une paire d'éléments positifs et une paire d'éléments négatifs. Les premiers activent l'expression des seconds. Quand ceux-ci s'accumulent, ils interagissent avec les éléments positifs pour en inhiber l'activité. L'expression des éléments négatifs n'étant plus activée, leur quantité finit par diminuer (rien n'est éternel dans une cellule). Les éléments positifs ne sont bientôt plus inhibés, et un nouveau cycle peut débuter. prévoir un schéma?
Pour donner un peu plus de chair à cette description, voici d'abord les noms réels des acteurs en jeu chez les mammifères. Les éléments positifs sont deux gènes, les facteurs de transcription CLOCK (abrégé en CLK) et BMAL1 (lui-même une abréviation d'un nom peu informatif ici). Les deux éléments négatifs sont deux protéines, PERIOD (abrégé en PER) et CRYPTOCHROME (abrégé en CRY). Dans un neurone du noyau suprachiasmatique, il y a peu de PER et de CRY en fin de journée. L'activation des gènes correspondants (notés par convention per et cry) par la paire CLK-BMAL1 est maximale. Mais les protéines PER et CRY ne s'accumulent pas tout de suite, sans doute en grande partie parce qu'elles sont alors instables, ce qui permet au cycle de ne pas s'interrompre prématurément. À la suite d'interactions avec d'autres protéines (voir ci-dessous), elles sont progressivement stabilisées au cours de la nuit et peuvent s'associer avec CLK-BMAL1 pour en inhiber l'activité. Les gènes per et cry étant de moins en moins activés, les protéines PER et CRY sont de moins en moins produites. Leur quantité passe par un maximum en tout début de nuit, pour ensuite diminuer. En parallèle, la paire CLK-BMAL1 retrouve progressivement son activité au cours de la nuit... et la boucle est bouclée. 

#### Mécanismes post-transcriptionnels
Le bon fonctionnement de la boucle circadienne exige que ses éléments négatifs (les protéines PER et CRY) disparaissent le moment voulu, dès qu'ils ont rempli leur rôle. Tant qu'ils inhibent l'activité des éléments positifs (CLK et BMAL1), un nouveau cycle ne peut en effet pas commencer. Le contrôle de leur stabilité est également important à l'autre « extrémité » du cycle : son amplitude serait en effet très réduite si PER et CRY, dès qu'ils sont produits, allaient immédiatement freiner leur production en inhibant l'activité de CLK et BMAL1.
Plusieurs processus post-transcriptionnels affectent donc l'aptitude de PER et CRY à agir sur CLK et BMAL1. Le plus étudié est la modification de ces protéines par phosphorylation et déphosphorylation. Plusieurs protéines kinases comptent PER et/ou CRY au nombre de leurs cibles, et chacune des deux protéines peut être phosphorylée sur de nombreux sites distincts. Leur nombre et l'ordre dans lequel ils sont phosphorylés pourraient contribuer à fixer la période de l'horloge. Comment ces modifications affectent-elles la stabilité de PER et CRY ? Elles accélèrent ou ralentissent leur transfert vers un système général de dégradation des protéines au sein de toute cellule, le protéasome, que l'on peut comparer à un véritable broyeur. Les protéines à dégrader sont d'abord « marquées » par une autre modification, plus massive, qui leur greffe une autre petite protéine l'ubiquitine. Plusieurs systèmes d'ubiquitination existent dans la cellule. L'identification de ceux qui agissent sur PER et/ou CRY constitue un axe de recherche important.
La phosphorylation de PER et CRY affecte aussi leur capacité à interagir avec d'autres protéines (dont CLK et BMAL1). Notons que les protéines CLK et BMAL1 sont probablement elles aussi phosphorylées, ce qui peut altérer par exemple leur capacité à activer les gènes per et cry.

### Mise à l'heure de l'horloge centrale par la lumière
Chez les mammifères, la lumière agit exclusivement par les yeux, contrairement à ce qui avait été affirmé en 1998, mais pas par les photorécepteurs responsables de la vision consciente (cônes et bâtonnets). Au niveau de la rétine, une nouvelle catégorie de cellules photoréceptrices a en effet été découverte en 2000. Il s'agit d'une sous-population très restreinte (moins de 1 % chez l'humain) de cellules ganglionnaires. Elles expriment la mélanopsine, un pigment photosensible appartenant à la famille des opsines, également présentes dans les cônes et les bâtonnets. Contrairement à ces derniers, qui perçoivent chacun la lumière provenant d'une direction bien précise pour pouvoir former une image, les cellules ganglionnaires à mélanopsine « récoltent » la lumière dans un grand champ. Elles sacrifient ainsi la résolution spatiale au profit de la mesure de l'intensité lumineuse (irradiance). Leur réponse à la lumière diffère également de celle des cônes et des bâtonnets : elle est de signe inverse (dépolarisante et non hyperpolarisante), soutenue et peut se prolonger après l'extinction de la lumière. Ses caractéristiques sont également cohérentes avec un rôle de détecteur d'irradiance. 
Les prolongements (axones) des cellules à mélanopsine, au sein du nerf visuel formé par l'ensemble des cellules ganglionnaires de la rétine, sont les seuls à atteindre l'horloge centrale (noyaux suprachiasmatiques, ou NSC). Ils innervent aussi bien d'autres zones du cerveau, dont certaines sont connues pour être impliquées dans d'autres fonctions dites non-visuelles, comme le réflexe pupillaire. Chez la souris, les cellules ganglionnaires à mélanopsine peuvent mettre l'horloge centrale à l'heure dès la naissance, environ 10 jours avant que les photorécepteurs classiques ne soient fonctionnels. 
Comment l'information lumineuse est-elle transmise aux neurones des NSC ? Les cellules ganglionnaires à mélanopsine produisent au moins deux neurotransmetteurs, le glutamate et un neuropeptide, le PACAP. Certains neurones des NSC (pas tous), ceux qui sont innervés par ces cellules ganglionnaires, possèdent les récepteurs correspondants. Leur activation déclenche une cascade de signalisation qui aboutit, finalement, à augmenter l'expression de différents gènes, dont des gènes per, mais uniquement dans les neurones des NSC innervés par les cellules ganglionnaires à mélanopsine. Dans un second temps, les gènes per sont activés dans le reste des NSC, par des mécanismes qui sont pour l'instant moins bien connus. Comme c'est leur niveau d'activation qui « donne l'heure », l'horloge s'en trouve donc décalée.
Les NSC ne présentent cette réponse à la lumière que pendant la nuit subjective. Ainsi l'horloge contrôle elle-même sa remise à l'heure.

### Horloges périphériques (esclaves et maître)
Les noyaux suprachiasmatiques se comportent comme « l'horloge maître », par rapport aux « oscillateurs esclaves » dans les tissus périphériques. Plusieurs de ces oscillateurs ont été localisés dans de nombreuses régions du cerveau et dans des tissus comme le foie, le cœur, le rein, la peau, la rétine, etc.

## Système circadien de la drosophile

### Gènes de l'horloge
La plupart des gènes décrits ci-dessus chez les mammifères existent aussi chez la drosophile. Il s'agit plus précisément de gènes considérés comme homologues : ils ont divergé à partir de gènes ancestraux, présents dans le dernier ancêtre commun aux mammifères et aux insectes. Dans son principe, le fonctionnement de l'horloge circadienne de la drosophile est lui aussi apparenté à celui de notre propre horloge. On y retrouve notamment une boucle de rétroaction négative transcriptionnelle, et les régulations post-transcriptionnelles de stabilité et d'activité de ses composants, dont les concentrations varient ainsi de manière rythmique dans la cellule. Les enzymes (telles que les protéines kinases) impliquées dans ces régulations sont elles-mêmes pour la plupart homologues chez la drosophile et les mammifères.
Il y a pourtant quelques différences. Par exemple, le cryptochrome de la drosophile ne semble pas jouer de rôle central dans l'horloge proprement dite. Cette protéine est en revanche clairement un photorécepteur, qui participe à la remise à l'heure de l'horloge par la lumière. C'est une autre protéine, TIMELESS (abrégé en TIM), qui sert de partenaire à PER pour inhiber l'activité de la paire CLK/BMAL1. Elle illustre une autre forme d'évolution des génomes. Au fil de son évolution, la branche du vivant qui a produit les mammifères actuels aurait en effet perdu l'homologue du gène tim. Ils se sont « débrouillés » sans lui, en s'appuyant sur leurs gènes cry.

### Horloge cérébrale et comportement
Comme chez la plupart des animaux, le comportement le plus évident à observer chez une mouche est son activité locomotrice. Mais comment fait-on en pratique ? La mouche est enfermée dans un tube en verre de 3 mm de diamètre, contenant de la gélose sucrée à une extrémité, ce qui assure à l'insecte boisson et nourriture pendant quelques semaines. Ses allées et venues sont comptabilisées par une cellule photoélectrique, dont un ordinateur enregistre les signaux. À la fin de l'expérience, leur répartition dans le temps est analysée, pour déterminer notamment si elle présente des cycles réguliers, et donc si l'activité est rythmique (et dans ce cas quelle est la période du rythme). 
Ces expériences se déroulent dans des conditions très contrôlées de lumière et de température – un impératif absolu en chronobiologie. Elles visent à mesurer comment l'animal se comporte soit en présence de signaux liés à l'alternance régulière du jour et de la nuit (par exemple, en alternant 12 heures de lumière et 12 heures d'obscurité, à température constante), soit dans des conditions aussi constantes que possible (par exemple, nuit permanente, à une température donnée). 
L’horloge qui donne son tempo à l’activité de la mouche se situe dans son cerveau, comme chez les mammifères. Elle est constituée d’un réseau d’environ 160 neurones (sur un total de cent à deux cent mille), qui expriment de manière rythmique les gènes period et timeless, et les protéines correspondantes. Lorsque cette horloge est synchronisée par des alternances de lumière et d’obscurité, la mouche commence à s’activer quelques heures avant « le jour », et à nouveau avant « la nuit », après une « sieste » en milieu de journée. La mouche anticipe ainsi l’aube et le crépuscule, alors qu'un mutant dépourvu d'horloge se contente de réagir brutalement à l'allumage et à l'extinction de la lumière. En obscurité permanente, elle continue à alterner repos, pendant sa nuit subjective, et activité, pendant son jour subjectif. Mais ses plages de repos et d’activité se décalent en général petit à petit, en fonction de la période propre de son horloge. Ajouter un actogramme ?
Les recherches actuelles visent à préciser le rôle respectif de ces 160 « neurones d’horloge ». Ils forment une douzaine de sous-groupes, répartis de manière symétrique dans les deux hémisphères cérébraux. Ainsi une horloge réduite à 8 seulement de ces neurones suffit-elle à maintenir le rythme d’activité en nuit permanente, avec une période proche de 24 h. En conditions jour-nuit, elle permet aussi à la mouche d’anticiper l’aube, mais pas le crépuscule, dont l'anticipation dépend de 8 autres neurones d'horloge.